# San Llorente del Páramo
San Llorente del Páramo es una localidad de la provincia de Palencia (Castilla y León, España) que pertenece al municipio de Villarrabé.

## Ubicación
La localidad se encuentra, como bien dice su apellido, en un páramo entre las vegas de los ríos Carrión y Cueza.
Se accede a través de la carretera PP-2419 que conecta con Bustillo del Páramo de Carrión (5 km al S) y con Villarrabé (3 km al N). Además existe un camino vecinal asfaltado que conduce a Villambroz.

## Demografía
Evolución de la población en el siglo XXI
| Gráfica de evolución demográfica de San Llorente del Páramo entre 2000 y 2020 |
|                                                                               |
| Población de derecho (2000-2020) según el padrón municipal del INE            |

## Historia

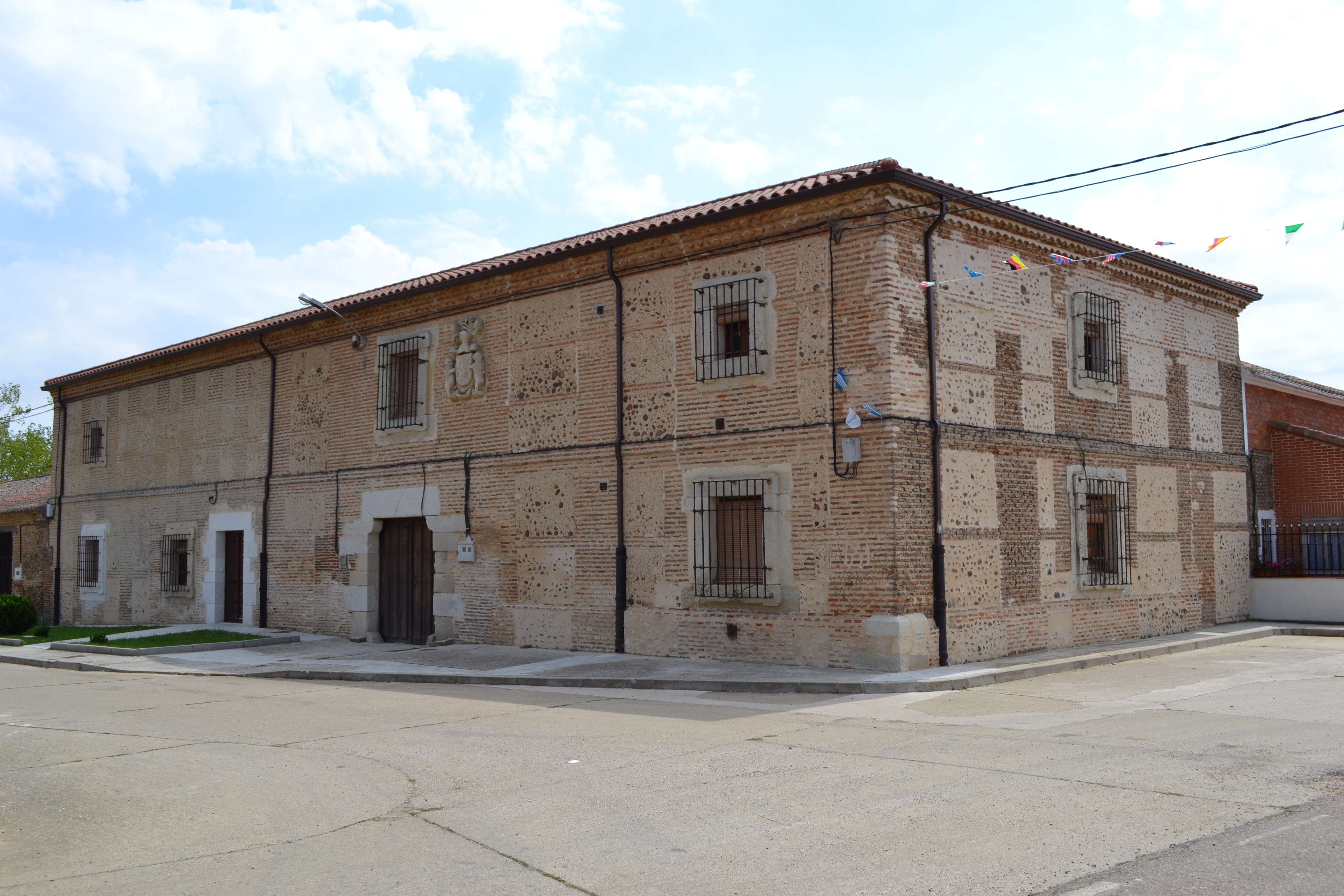
Casa De León, más antigua,1

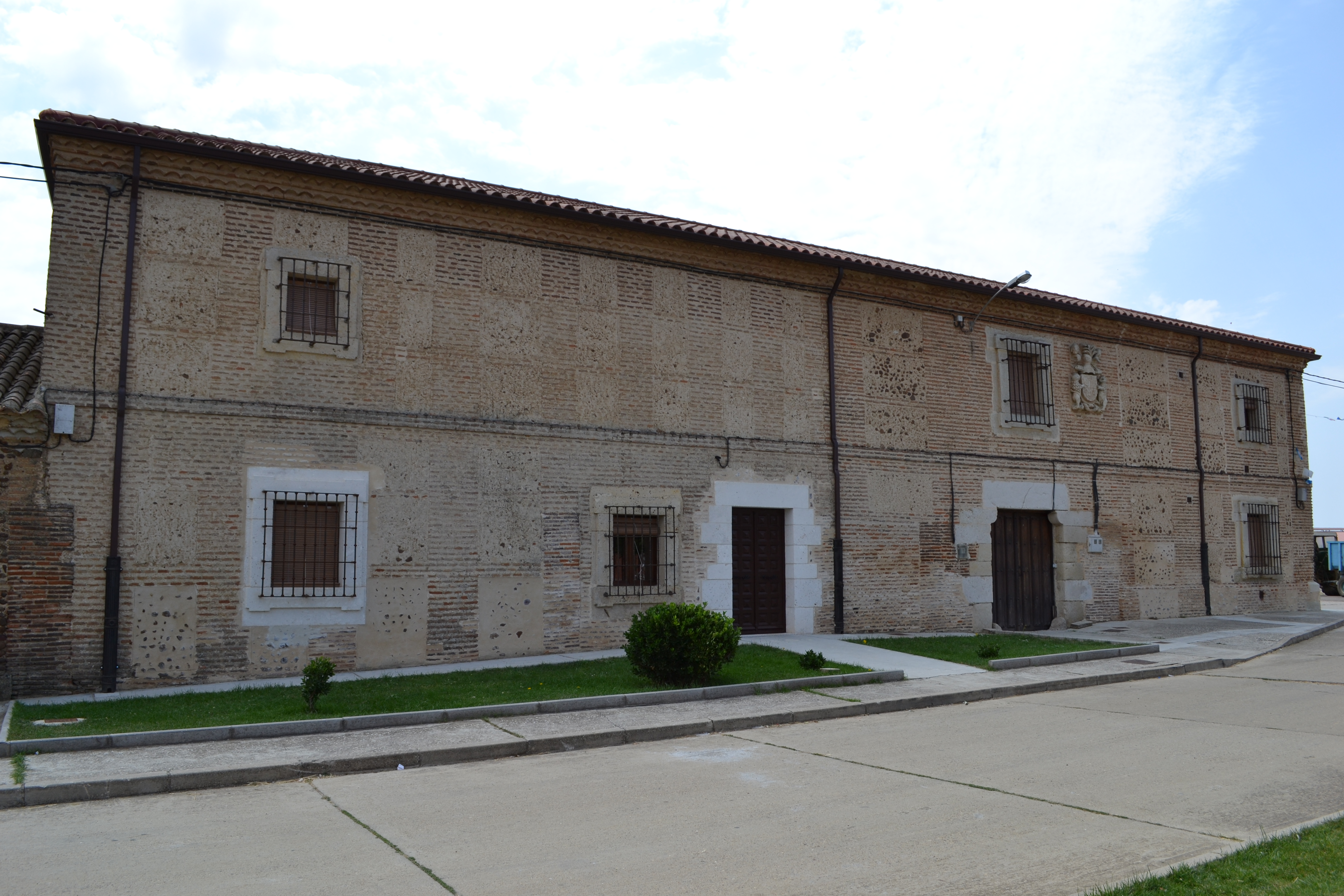
Casa De León, más antigua, 2

Según el Catastro del Marqués de la Ensenada (años 1751-1752), el pueblo es de Señorío y pertenece a los estados que al presente goza la Excma. Sra. Duquesa del Infantado, Marquesa de Santillana y Condesa de Saldaña. Había treinta y tres casas, otra que es del Concejo y el sitio de la Fragua, y otra que sirve de Hospital para recoger a los pobres, tres inhabitables y doce arruinadas, que no se paga cosa alguna por el establecimiento del suelo.
A la caída del Antiguo Régimen la localidad se constituye en municipio constitucional que en el censo de 1842 contaba con 22 hogares y 114 vecinos, para posteriormente integrarse en Villarrabé.

## Patrimonio

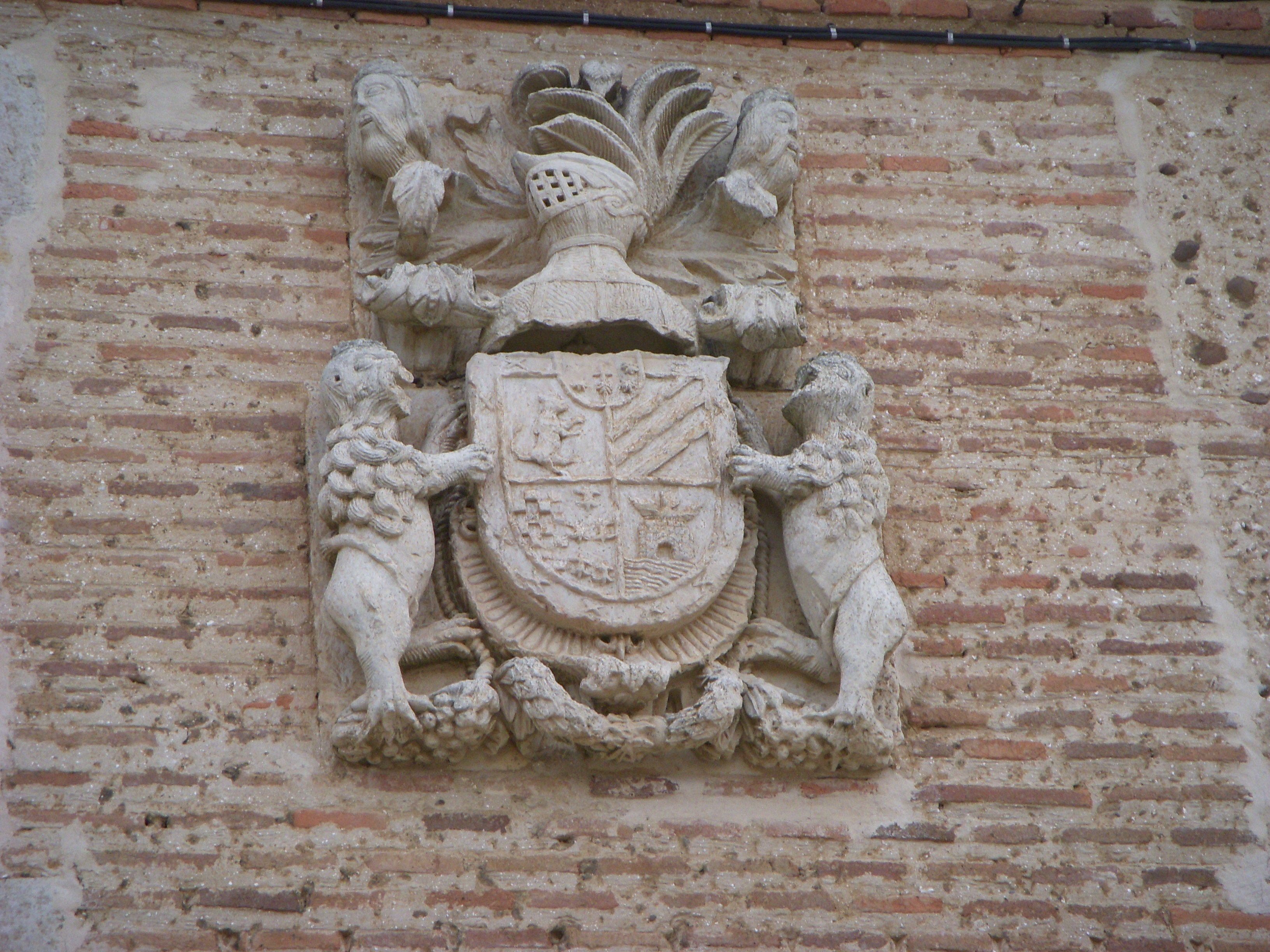
Escudo Casa De León

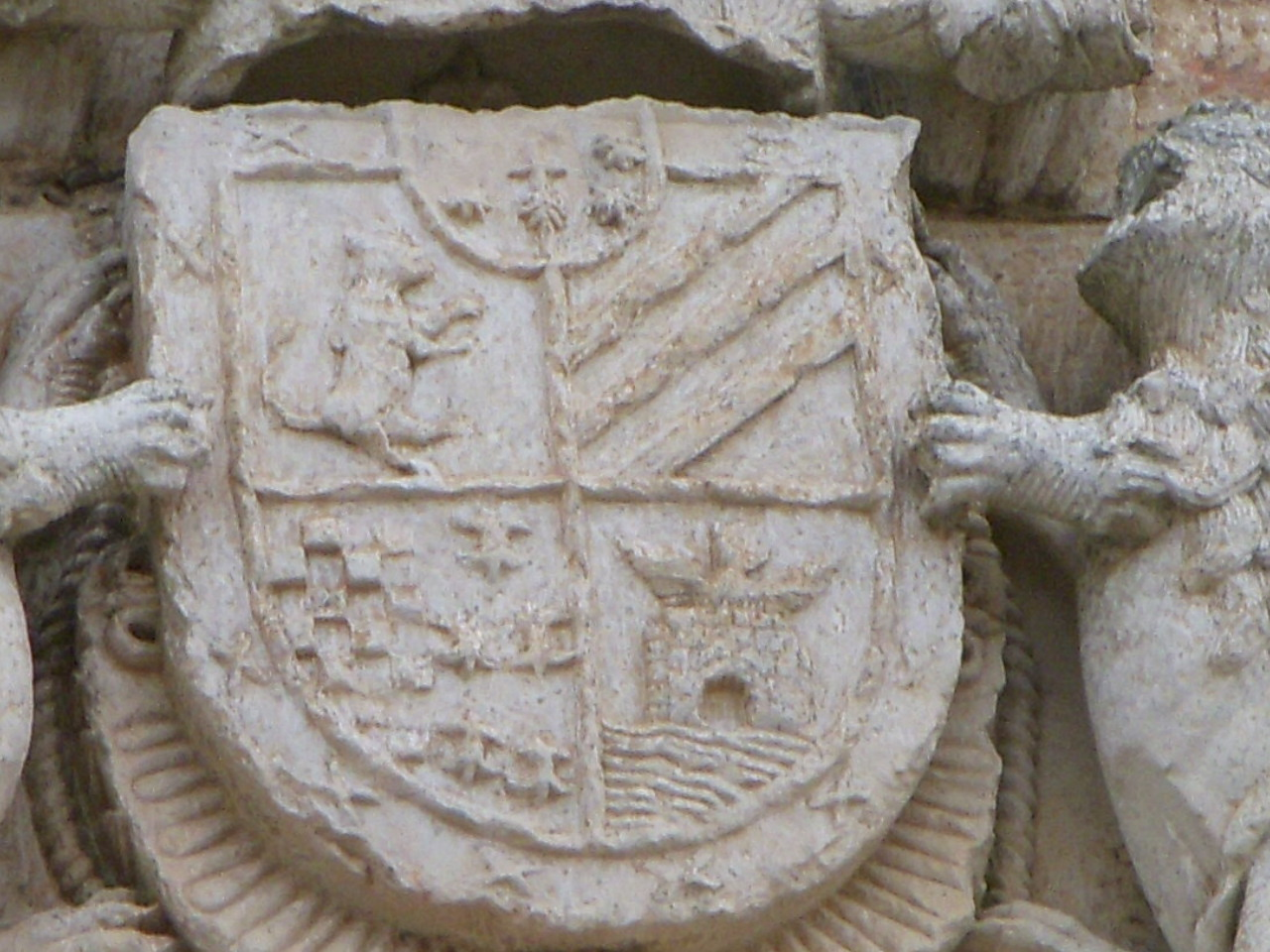
Escudo Casa De León (detalle)

- Iglesia parroquial de San Lorenzo.
- Las dos casas blasonadas de que disponía la familia Quirós[5] (Después de Dios la casa de Quirós).

## Fiesta
Su fiesta es, el 10 de agosto, dedicada al su patrón San Lorenzo.
- Datos: Q6119197
- Multimedia: San Llorente del Páramo / Q6119197